# GPA
Companhia Brasileira de Distribuição eller GPA er en brasiliansk detailhandelskoncern, der har dagligvarer, elektronik og generelle produkter. Virksomheden har 84.464 ansatte (GPA Brasil: 50.968 og Grupo Éxito: 33.496). Deres butikker inkluderer supermarkeder, hypermarkeder og elektronikbutikker i Brasilien, Colombia, Uruguay og Argentina. Franske Groupe Casino er den største aktionær med 41,2 %.